# Djebel Serj
El Djebel Serj (àrab: جبل السَرْج, Jabal as-Sarj) és un carst a la delegació de Bargou, a la governació de Siliana, a Tunísia, a la serralada del Djebel Ousselat, a l'oest de Kairuan. Té una altura de 1.347 metres; és la segona muntanya més alta de Tunísia. Hi abunda l'auró negre i fou declarada àrea natural sensible el 18 de desembre de 1993.